# Náměstek generálního tajemníka OSN
Náměstek generálního tajemníka Organizace spojených národů (generální vicetajemník) je zástupcem generálního tajemníka OSN, hlavního správního představitele této mezinárodní organizace.

## Vznik funkce a pravomoci
Post byl zřízen rozhodnutím Valného shromáždění OSN roku 1997 na přímluvu tehdejšího generálního tajemníka Kofiho Annana. Od té doby stoupl na významu a stal se nedílnou součástí dohod mezi státy o rozdělování pozic ve struktuře OSN.
Mandát náměstka generálního tajemníka je pětiletý a obnovitelný. Jeho úřadovna je součástí hlavního sídla organizace v New Yorku. Od roku 2017 zastává úřad Amina J. Mohammed z Nigérie.
Při uprázdnění funkce generálního tajemníka náměstek automaticky nenabývá jeho místa, jak je tomu třeba v případě viceprezidenta USA.

## Seznam náměstků generálního tajemníka Organizace spojených národů
- Louise Fréchette (Kanada), (nar. 1946), v úřadu 1. dubna 1997 – 1. dubna 2006
- Mark Malloch Brown (Spojené království), (nar. 1953), v úřadu 1. dubna 2006 – 31. prosince 2006
- Asha-Rose Migiro (Tanzanie), (nar. 1956), v úřadu 5. února 2007 – 1. července 2012
- Jan Eliasson (Švédsko), (nar. 1940), v úřadu 1. července 2012 – 31. prosince 2016
- Amina J. Mohammed (Nigérie), (nar. 1961), v úřadu od 28. února 2017